# Церква Святого Миколая (Латиголь)
Церква Святого Миколая — православний (колишній уніатський) храм у селі Латиголь Вілейського району Мінської області. Одна з найстаріших дерев'яних церков регіону, пам'ятка білоруського народного зодчества. За свою історію ніколи не закривалася.
Престольне свято — 22 травня, 19 грудня.
Настоятель — ієрей Андрій Громов.

## Історія

### Союзний період
Перша згадка про церкву була у 1682 році під час візитації Логойського архідиякона. «У Латиголі, у маєтності його милості пана Героніма Самуеля Котла, маршалка Ошмянського. Церква заснування Святого Миколая. При цій церкві залишиться преподобний отець Марко Кліметович.» (пол. «W Latihole, w maietnosci j ego milosci pana Heronima Samuela Kotla, marszalka oszmianskiego. Cerkiew zalozenia Swietego Mikolaia. Przy kturey cerkwi wielebny ociec Marko Klimetowicz zostaie.»). До волості входили села Латигаль, Тригузи, Рогавичі, Панятичі, Черапка, Кухта, Чехи, Лявкова. Всього було 264 вірян.
10 травня 1701 року підскарбій Великого князівства Литовського Міхал Казимир Коцел видав привілей пресвітеру Латигальської церкви на проведення двічі на рік ярмарків і дозволив безмитне утримання шинка. У 1732 році церква знаходилася на фундації пана Пачобута. Настоятелем при храмі тоді служив ксьондз Ян Ламанович. Будівля церкви була побудована з брусу. Над захристією і бабинцем височіла по одній вежечці з куполом. На ґонтовому даху було п'ять залізних хрестів. Всередині — стеля і підлога дерев'яні; десять вікон (усі дерев'яні). Дзвіниця являла собою рогатину з підвішеним дзвоном. Цвинтар навколо церкви був обнесений парканом. Фундуши не скупилися на кошти. Внутрішнє оздоблення вирізнялося багатством і витонченою розкішшю. Головний олтар був частково позолочений і посріблений, оклади ікон були виготовлені з дорогоцінних металів. На той час у володінні церкви залишилася одна волока землі, один підданий селянин з трьома синами.
В 1738 році, з нагоди пожежі, в церкві виникла нова дерев'яна будівля: без купола, середніх розмірів та із Залізним хрестом на даху. Настоятель-ксьондз — Самуїл Мрайський; фундуш — Ян Коцел (староста тинтогольський).
Після смерті останнього, фундушу церкві був наданий Андрієм Пачобутом 10 травня 1745 року у сумі півтисячі тинф на маєтку Ляуковському. Два рази на рік, навесні і восени, з відсотків по цій сумі ксьондзи-настоятелі отримували плату всього 35 тинф. За це вони були зобов'язані щорічно проводити 36 читаних богослужінь і чотири квартальні зі співом. Крім того храму навічно передавався селянин Прокопій Чарапок з дружиною, синами, з усім його домашнім господарством і будівлями, з ріллями, сіножатями.
У 1750-60-х роках після пожежі храм знову відбудували. У 1763 році він був ще дерев'яним і мав три куполи з великими залізними радіальними хрестами. В описі головного двоярусного олтаря вже не згадується ані позолота, ані сріблення, а просто вказано «столярство дерев'яне, мальоване» (біл. «драўляны сталярскай працы, пафарбаваны»). Храм більше нагадував скромну цвинтарну церкву.
23 січня 1766 року костел перейшов під патронат графині Бригіди Салагуб, представниці роду Радзивілів. Після того як на початку 1770-х рр. трапилася ще одна пожежа, саме на її фундаменті велася реставрація святині.

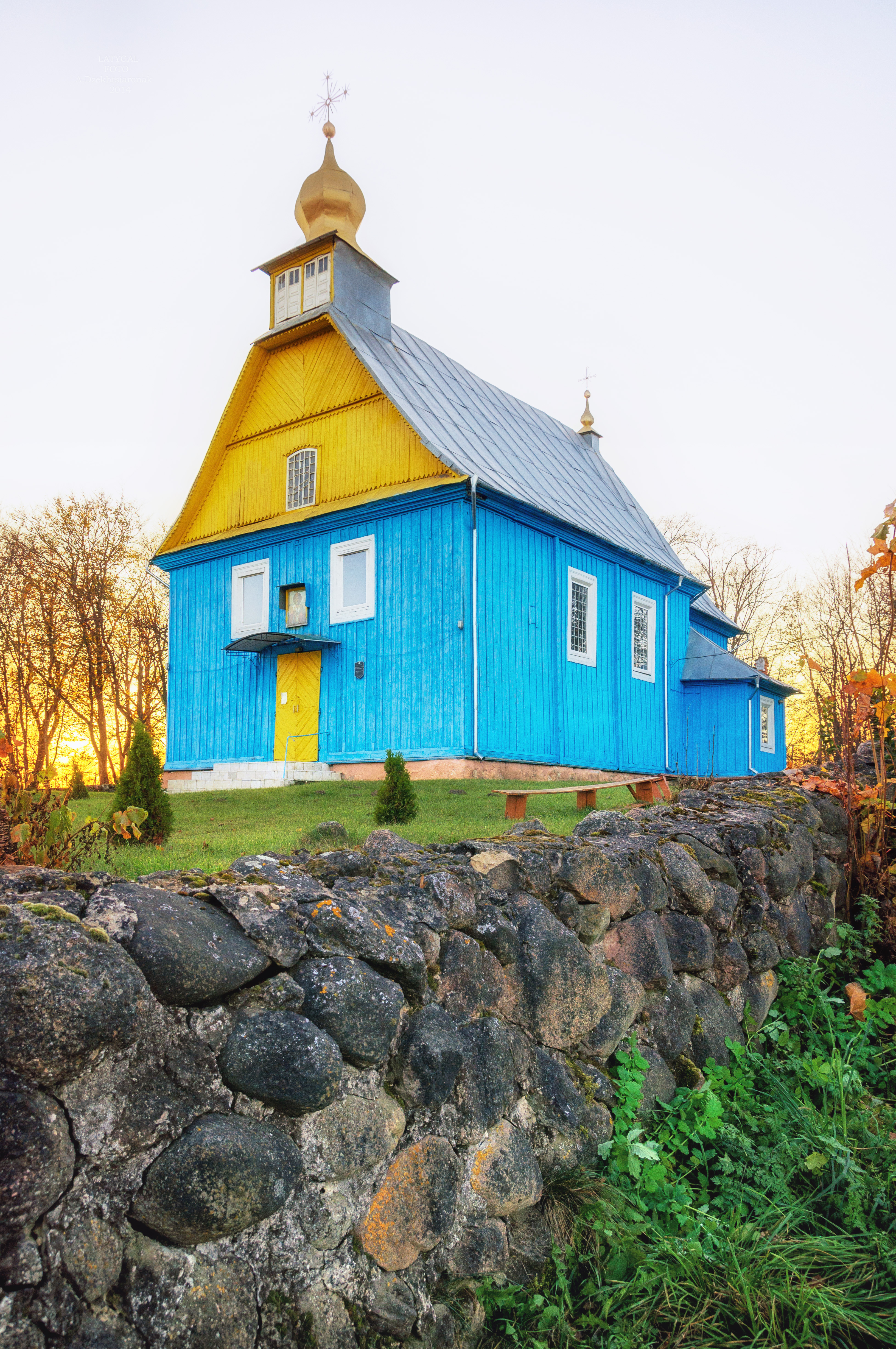
Церква на момент XXI століття

У 1771 році в північній частині села на місці старої трикупольної церкви була збудована нова дерев'яна церква. Новий храм виглядав значно розкішніше за попередній: ґонтовий дах з двома високими куполами, прикрашеними чавунними хрестами, вісім вікон і фігурний фронтон надавали йому виразного силуету. Над входом розташовувалися хори, стеля була дерев'яна, а підлога — цегляна. Після смерті графині її поховали всередині церкви, перед олтарем, з усіма належними почестями. Тоді ж, за 12 кроків від церкви, була збудована дзвіниця з двома дзвонами. У такому вигляді церква простояла більше століття.
20 листопада 1812 року французька армія під керівництвом Наполеона І, пройшовши через В'язинь, підійшла до сіл Щуки і Латиголь, де в церкві зайняла оборону. На той час латигольська церква стояла на великому пагорбі, з трьох боків оточена болотами, що було зручною позицією для ведення бою. У церкві розмістили коней і волів, разом з якими грілися і солдати. 21 листопада зав'язався бій між донськими полками генерала Платова і артилерією генерал-лейтенанта Мартинова з французами. Церковний літопис латигольського храму містить опис обстрілів церкви у 1812 році. А дивом уцілілвша від пожежі церква до сьогодні зберігає численні сліди картечі з північного боку.

### Православний період

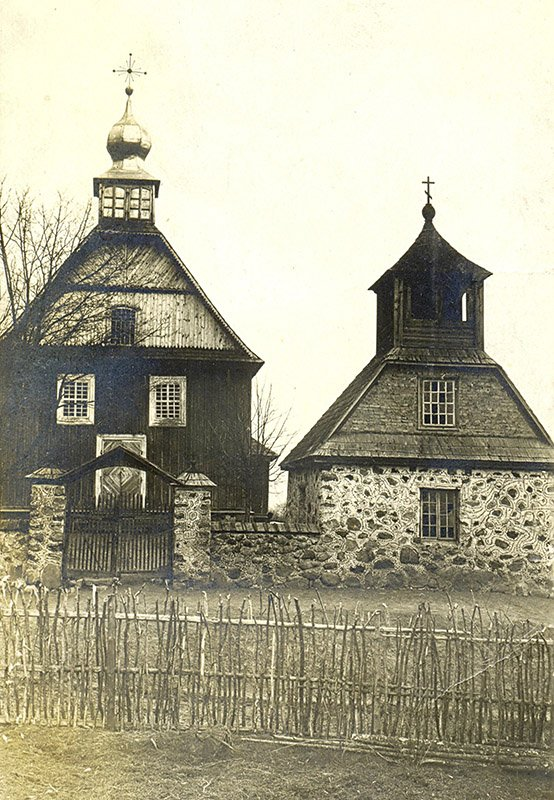
Церква у 1920 році

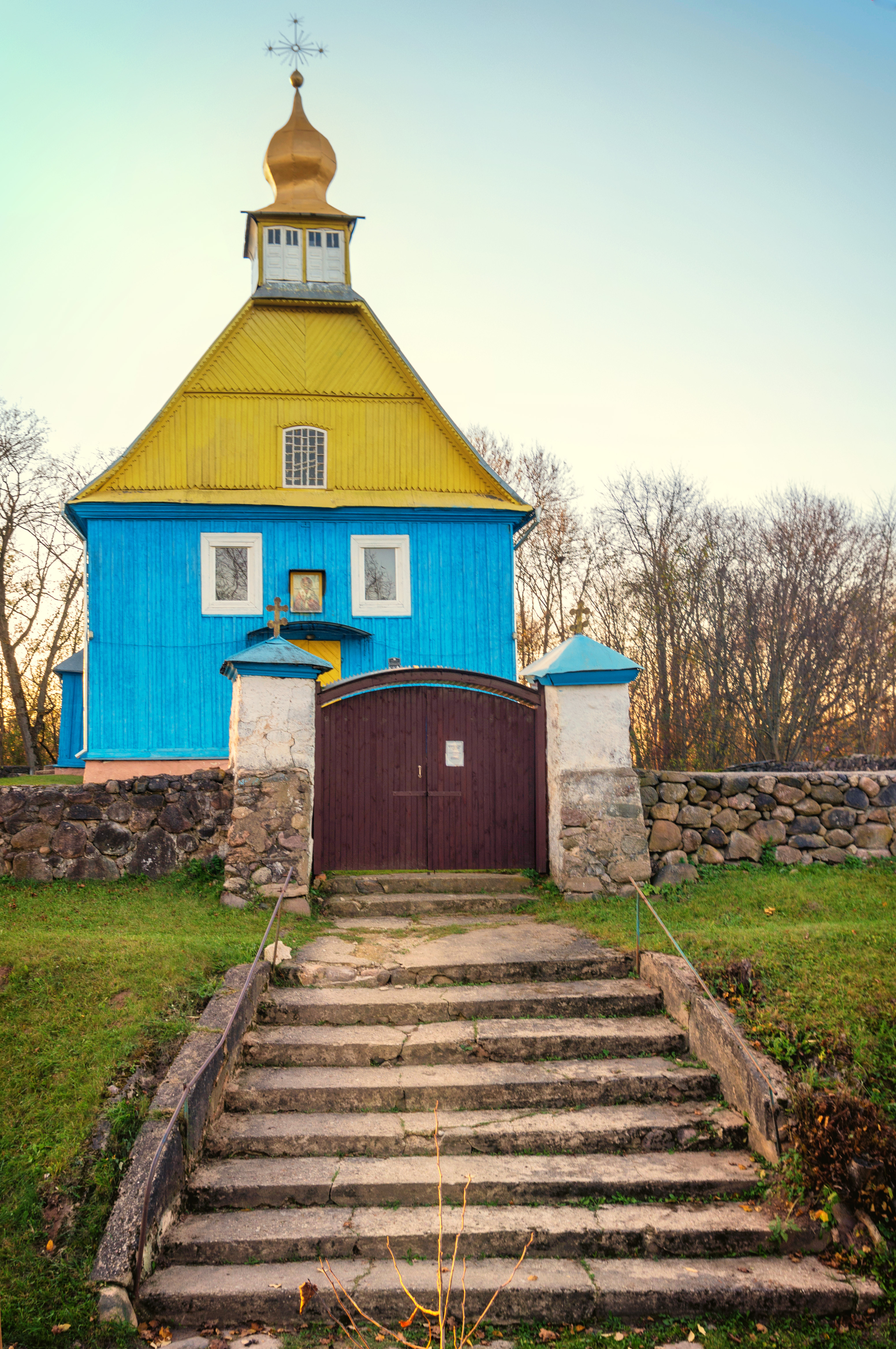
Церква у 2014 році

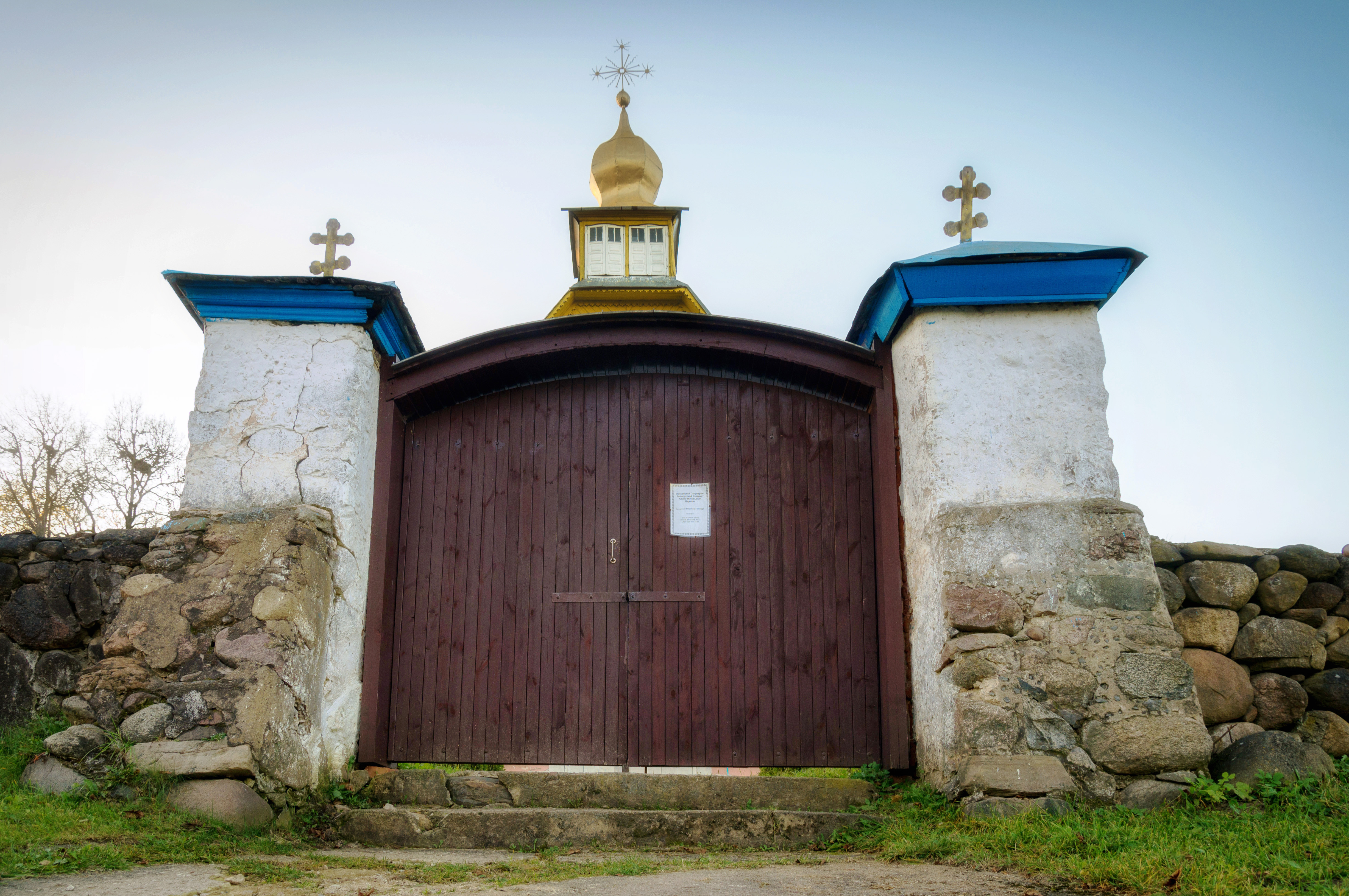
Брама до території

У 1839 році відбулося переосвячення церкви на православну. Вона належала до п'ятого розряду. За штатом у ній було дві посади — священника і псаломщика, але фактично утримувалася ще й просфорня. Церква неодноразово ремонтувалася: у 1861 році зовнішні стіни обшили, у 1882 та 1883 рр. відбувся капітальний ремонт. У 1897 році на пожертви була побудована кам'яна дзвіниця і огорожа. Однак до 1927 року дзвіниця почала осідати під своєю вагою, з'явилися тріщини в огорожі. Усі спроби зберегти будівлю не мали успіху, і дзвіницю довелося розібрати, а дзвони перемістити до храму. З тих каменів склали сходи з приступками і зміцнили стовпи брами контрфорсами.
У 2016 році відбулося урочисте святкування 245-річчя Церкви Святого Миколая.

## Настоятелі
- Марко Клімянтович (близько 1682)
- Ян Ламанович (1732 — 1738, 1745 — 1784)
- Самуель Мраскі (1738 — 1745)
- Пьотр Капустсний (1784 — ?)
- Андрій Акуліч (? — 1813)
- Василь Радзівінович (1813 — 1847)
- Микола Шпаковський (1847 — 1857)
- Джозеф Шалепін (1857 — 1862)
- Протоієрей Йосип Савич (1862 — 1918)
- Протоієрей Володимир Кудравцев (листопад 1918 — червень 1920)
- Володимир Албав (червень 1920 — 1938)
- Протоієрей Віктор Бекаревич (1939 — 1955)[5][6]
- Протоієрей Феодосій Курила (1955 — 1980)[7]
- Протоієрей Віталій Серафимович (1981 — 1985)
- Протоієрей В'ячеслав Зуєвський (? — 2007)
- Ієрей Андрій Швяцов (2008 — 2014)
- Ієрей Андрій Громов (2015 — близько 2016)
- Ієрей Віктор Куліченко (близько 2016 — тепер. час)[8]

## Архітектура
Церква Святого Миколая — одна з небагатьох, що збереглася майже в незмінному вигляді і відображає білоруський стиль архітектури, вироблений протягом багатьох століть місцевими зодчими. Складається з двох майже квадратних у плані зрубів, накритих загальним багатосхилим дахом, який утворює невеликі трикутні навіси в місці прилягання зрубів. Головний фасад завершує трапецієподібний фронтон з декоративною шалівкою та великим арковим вікном у центрі. Фронтон увінчаний чотирикінцевою башточкою з главою.

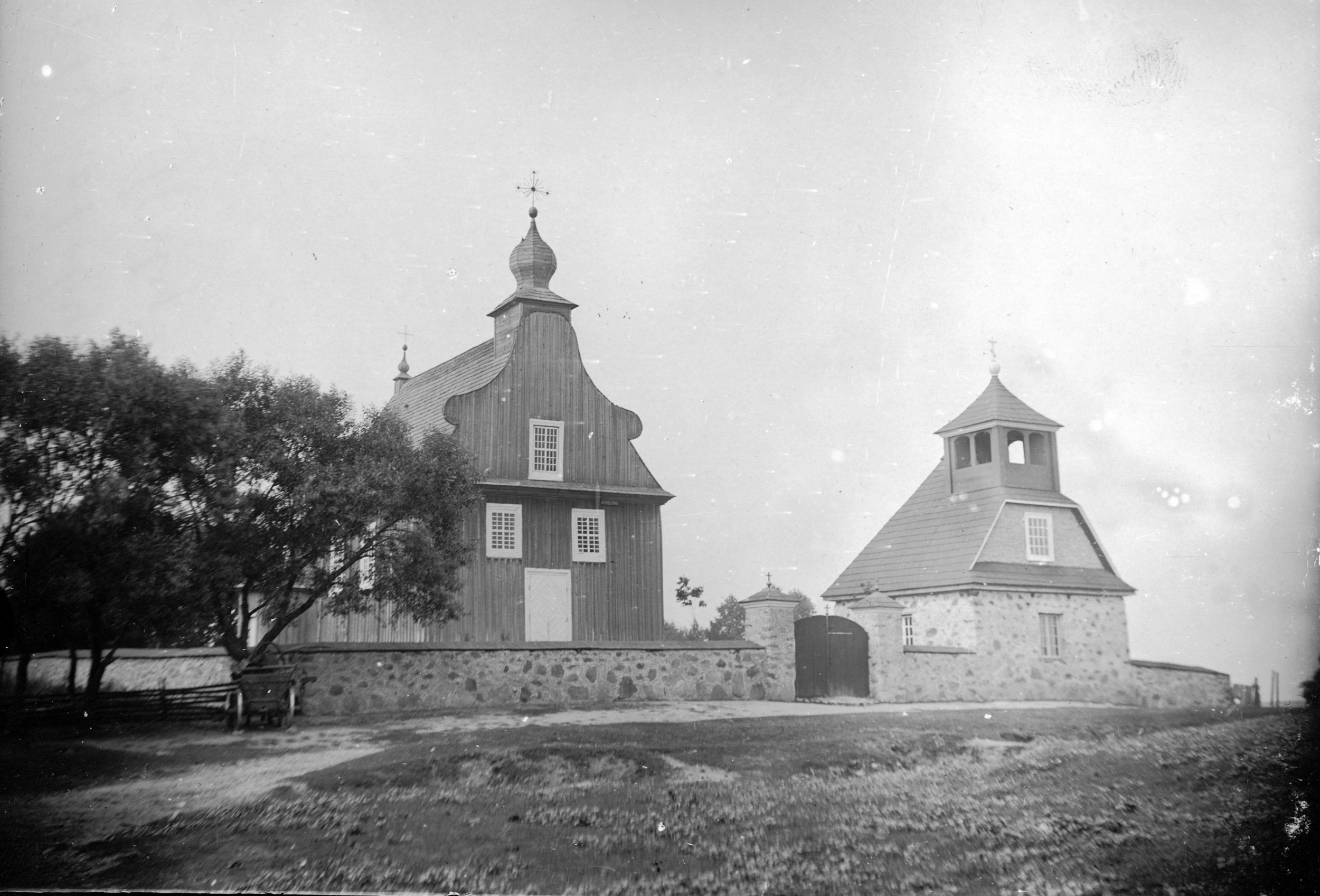
Церква і брама до 1914 року

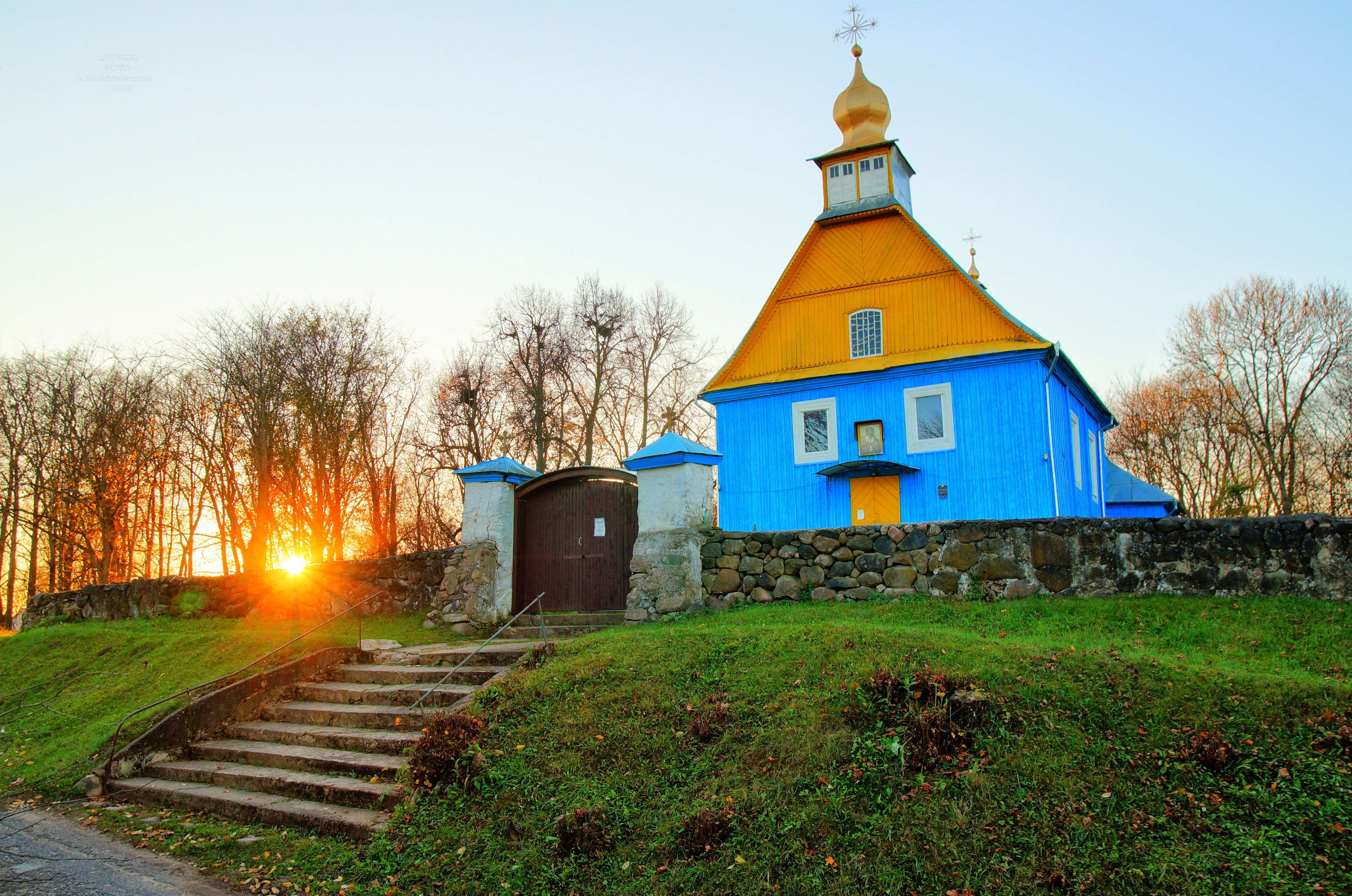
Церква і брама у 2014 році

Така ж головка над олтарем. З боків олтарного зрубу розташовані невисокі квадратні ризниці, вкриті односхилими дахами. Стіни вертикально обшиті дошками з ущільненнями. Над дверима — ікона Миколая Мирлікійського в кивоті, обабіч неї та над карнизом — прямокутні вікна, оточені білими ліпнинами, прикрашені нішами. Такі ж вікна попарно розташовані в бічних стінах нави. Апсида виділяється своїм досить рідкісною формою — прямокутною. Навпроти, над входом, розташовані хори, виконані в типі антресолі. В інтер'єрі виділяється плоский олтар; при вході — вузький бабинець і підсобні приміщення. Стеля рівна. Поєднуються риси традиційного народного мистецтва та стилю бароко.
Якщо порівняти сучасний вигляд церкви та картину Я. Балзункевича на початку ХХ ст., то помітні значні відмінності у зовнішньому вигляді головного фасаду. Спочатку вона мала фронтон складного, пластичного обрису, характерного для архітектури бароко та стилю рококо. Фронтон надавав споруді виразності та емоційності. Церкву оточував кам'яний мур у стилі мозаїчної кладки, з дахом і стовповою брамою з арковою брамою з дахом. Праворуч від них була мурована дзвіниця, яка мала високий трисхилий дах з вальмою під головним фасадом. Над вальмою розташована чотиризрубна вежа з парними вікнами, шатровим дахом і куполом.